# Kotovskij rajon
Il Kotovskij rajon (in russo Котовский район?) è un rajon dell'oblast' di Volgograd, in Russia, il cui capoluogo è Kotovo. Istituito nel 1935, ricopre una superficie di 2.450 chilometri quadrati e nel 2021 ospitava una popolazione di circa 30.200 abitanti.